# سید حسن پورمیرغفاری
سید حسن پورمیرغفاری نماینده مردم هشترود در اولین دوره مجلس شورای اسلامی بود او به همراه دو برادرش سید محسن پورمیرغفاری و سید حسین موسوی تبریزی به نمایندگی شهرهای هشترود و تبریز  انتخاب شدند. پورمیرغفاری برای کسب کرسی نمایندگی مردم هشترود توانست با کسب ۷۹٫۱٪ آرا برابر با ۸۱۸۶ رای کسب نماید.
در دور سوم مجلس شورای اسلامی نیز با کسب ۵۴٬۱۹۳ رای برابر با ۴۰٪ آراءاز حوزه انتخابیه تبریز به نمایندگی مجلس انتخاب شد.